# Yspahan
Yspahan est un jeu de société, créé par Sébastien Pauchon en 2006 et édité en France par Ystari Games. C'est un jeu pour 2 à 4 joueurs, dont la durée approximative est de 75 minutes par partie. Son titre est inspiré de la ville d'Ispahan.

## Récompense
- Concours de créateurs de jeux de Boulogne-Billancourt Primé 2006
- Tric Trac d'or  2006